# Drägerweg

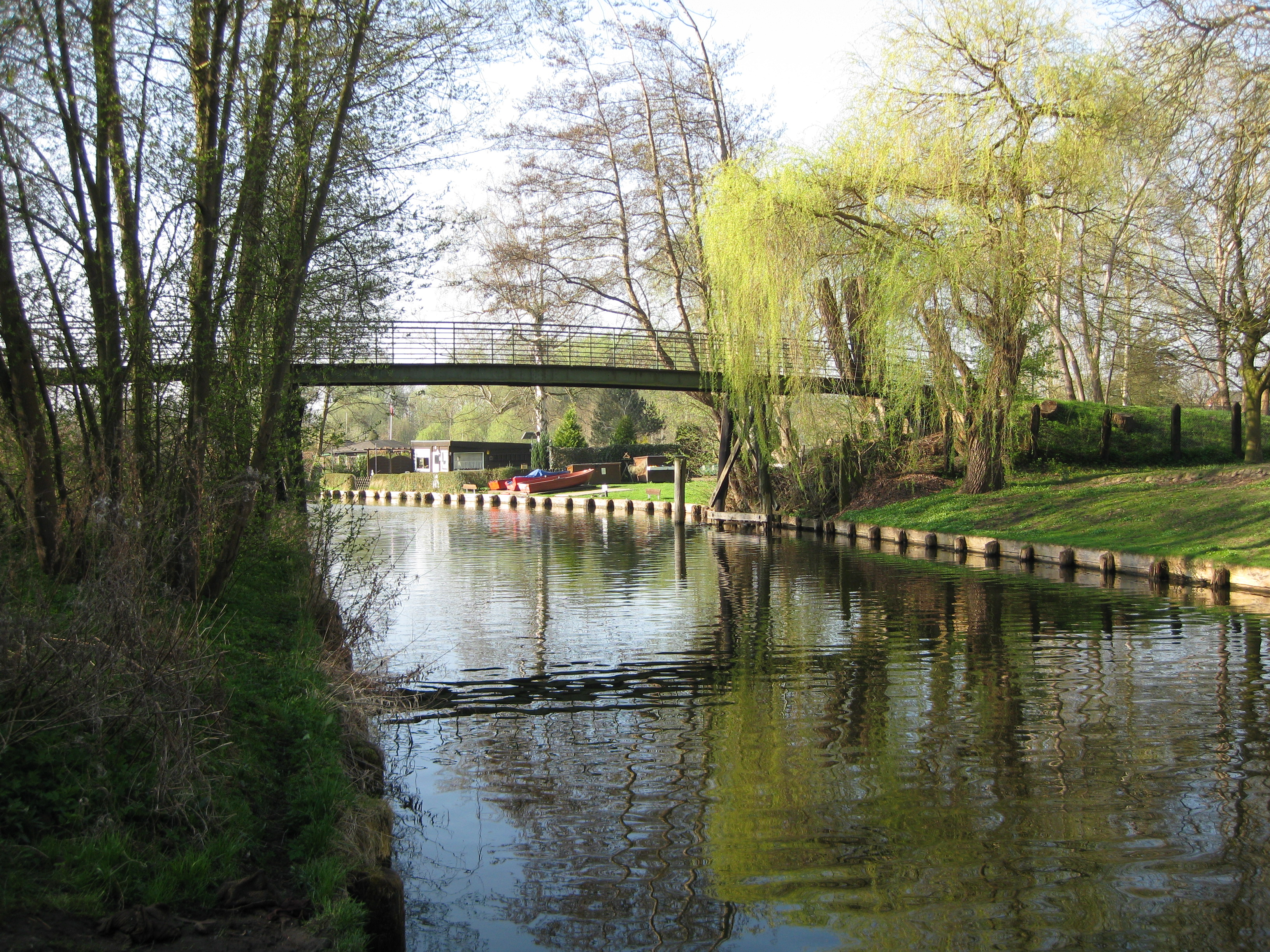
Fußgängerbrücke im Verlauf des Drägerweges über die Wakenitz

Der Drägerweg ist ein seit 2007 durchgängig hergestellter Wanderweg zwischen Lübeck und Rothenhusen.
Der Weg verläuft annähernd parallel zur Wakenitz, hat aber im südlichen Teil nur wenig Berührung mit dem Fluss. Zwischen den Schiffsanlegestellen Moltkebrücke in Lübeck und Rothenhusen am Ratzeburger See beträgt die Weglänge etwa 18 km. Der Wasserweg, befahren von der Wakenitz-Schifffahrt, ist etwa 14 km lang.
Der Name bezieht sich auf den früheren Lübecker Fabrikanten Heinrich Dräger, dessen Stiftung organisatorisch und finanziell  beigetragen hat. Weitere Finanzmittel wurden aus dem Projekt der Autobahn A 20 bereitgestellt.